# Sullivan megye (New Hampshire)
Sullivan megye az Amerikai Egyesült Államokban, azon belül New Hampshire államban található. Megyeszékhelye Newport, legnagyobb városa Claremont. Lakosainak száma 43 063 fő (2020. április 1.).

## Szomszédos megyék
- Windham megye
- Windsor megye
- Grafton megye
- Merrimack megye
- Hillsborough megye
- Cheshire megye

## Népesség
A megye népességének változása:
| Lakosok száma | 43 713 | 43 413 | 43 153 | 42 984 | 42 967 | 43 063 |
|               | 2010   | 2011   | 2012   | 2013   | 2015   | 2020   |